# Vincenzo Sarno
Vincenzo Sarno (* 11. März 1988 in Neapel) ist ein italienischer Fußballspieler. Er galt in den Jahren 1999 und 2000 als größtes Nachwuchstalent des Weltfußballs und viele Sportzeitungen feierten ihn als „Baby-Maradona“.

## Privatleben
Sarno wuchs in ärmlichen Verhältnissen im Neapolitaner Stadtteil Secondigliano auf. Sein Vater Ernesto (* 1958) war zum Zeitpunkt der Entdeckung des Talents Vincenzos arbeitslos und half ab und zu in der Bar des ansässigen Fußballvereins aus. Sarno hatte drei Geschwister. Der jüngste Bruder Emanuele (* 1995) litt am Down-Syndrom und starb Anfang Februar 2010 an Leukämie. Ende 2013 lebte Sarno in Casalnuovo di Napoli.

## Sportliche Laufbahn

### Das Wunderkind und Anfänge
Aufmerksam auf sein Talent wurde man, als er im Dezember 1998 auf Grund seiner eleganten Virtuosität und Ballbehandlung den Goldenen Ball als bester Spieler beim jährlichen Torneo di Natale (Weihnachtsturnier), dem wichtigsten Nachwuchsturnier Kampaniens, erhielt. Er wurde an der renommierten Fußballschule Gaetano Scirea im neapolitanischen Stadtteil Secondigliano aufgenommen und spielte für den angegliederten Verein. Als Sarnos Berater und Manager fungierte Gaetano Mosca, der Leiter des Instituts. Er hielt bis zu seiner Volljährigkeit auch alle Bild- und Vermarktungsrechte. Zahlreiche namhafte Vereine umwarben Sarno in der Folge – darunter AC Parma, der FC Empoli, Atalanta Bergamo sowie Coventry City aus England. Den Zuschlag erhielt schließlich im Frühjahr 1999 der FC Turin, der dafür angeblich rund 60.000 Euro an die Eltern des Spielers zahlen musste. Dieser Fall rückte Sarno ins Blickfeld einer internationalen medialen Öffentlichkeit; sogar CBS in den Vereinigten Staaten berichtete über ihn. Gemäß den Statuten der Federazione Italiana Giuoco Calcio ist es Spielern erst ab dem Alter von 16 Jahren erlaubt, im Profibereich aufzulaufen. Aus diesem Grunde ist es nicht unüblich, dass Vereine bereits Fünfzehnjährige scouten, damit sich diese in der eigenen Nachwuchsabteilung zu sehr guten Spielern entwickeln. Dass jedoch ein derart junger Spieler wie Sarno verpflichtet wurde, löste neben der Begeisterung für seine Fußballkünste auch kontroverse Diskussionen aus. Obwohl die Familie extra nach Turin umzog, kam ein Transfer nie zustande, da der Verein den Vertrag bereits zwei Monate später wieder aufkündigte. Als Grund gab ein Funktionär an, dass „der Vater immer wieder Geld wollte“.
Im Alter von 14 Jahren wurde Sarno im Oktober 2002 vom AS Rom verpflichtet. Er trainierte im bekannten Centro sportivo Fulvio Bernardini in Trigoria und spielte drei Jahre lang in den Jugendmannschaften des Clubs. Es gelang ihm, seine fußballerischen Fähigkeiten zu verfeinern und im Dezember 2003 äußerte Peter Leonardi, der damalige Jugend- und Nachwuchskoordinator von Juventus Turin, die Einschätzung, dass Sarno „der zukünftige Miccoli des italienischen Fußballs“ sein könnte. Angeblich brachte die Vertragsunterzeichnung mit dem AS Rom der Familie rund 158.000 Euro ein. Der Betrag hätte sich noch signifikant erhöht, wäre Sarno auch in den höherklassigen Mannschaften zum Einsatz gekommen.

### Weitere Karriere
Er verließ den AS Rom jedoch im Oktober 2005 und wechselte zum damals drittklassigen AC Sangiovannese aus San Giovanni Valdarno. Sein dortiges Debüt gab er zwei Monate später, als er für die letzten Minuten der Partie gegen die ASD Torres Calcio eingewechselt wurde. Er fand jedoch nur schwer Anschluss an die Mannschaft und stimmte im Februar 2007 einer Ausleihe zum Ligakonkurrenten Giulianova Calcio zu. Obwohl Sarno dort gute Leistungen zeigte, kam er zurück in San Giovanni Valdarno in der Hinrunde der Spielzeit 2007/08 nur zu fünf Einsätzen und verließ den Klub im Dezember 2007 im gegenseitigen Einvernehmen. Im Januar 2008 nahm er ein Angebot des Zweitligisten Brescia Calcio an. Nach lediglich zwei Berücksichtigungen in der Rückrunde stellte man ihn am Ende der Saison frei und er unterschrieb im Oktober 2008 einen Vertrag bei Potenza SC – und lief somit erneut in der dritten Liga auf. Nach einer Spielzeit folgte im Juli 2009 ein weiterer Vereinswechsel zum Ligakonkurrenten Aurora Pro Patria. Dort gelang es Sarno endlich, sein Potential abzurufen und er entwickelte sich zu einem Schlüsselspieler des Teams. Den Abstieg am Ende der Saison 2009/10 in die viertklassige Lega Pro Seconda Divisione konnte er jedoch auch nicht verhindern. Zwar sicherte er zu, noch ein weiteres Jahr für den Klub zu spielen, doch als Aurora Pro Patria auf Grund finanzieller Schwierigkeiten sein Gehalt nicht länger zahlen konnte, kündigte er im Juli 2011 die Verträge auf.
Im selben Monat wurde er von Reggina Calcio bis zum 30. Juni 2013 verpflichtet und spielte seitdem wieder in der Serie B. Allerdings konnte er sich in der Mannschaft zunächst nicht durchsetzen und wurde deshalb Anfang 2012 an den Drittligisten SS Virtus Lanciano ausgeliehen. Dort gelang es ihm schnell, sich zu etablieren. Der Verein beendete die Saison 2011/2012 auf dem vierten Tabellenplatz und nahm somit an den Relegations-Play-off-Spielen zur Serie B teil. Im dortigen Halbfinalrückspiel gegen US Siracusa erzielte Sarno am 27. Mai 2012 das Tor zur 1:0-Führung – der Endstand lautete 2 : 2. Aufsummiert gewann Lanciano allerdings mit 3 : 2 und zog ins Finale gegen Trapani Calcio ein. Nach einem 1 : 1 im Hinspiel siegte Sarnos Team im Rückspiel am 10. Juni mit 3 : 1; er selbst schoss den Treffer zur 2:1-Führung. Damit trug er maßgeblich zum Aufstieg des Teams in die Serie B bei. Nach Ende der Spielzeit kehrte er nach Reggina zurück. Am 27. Oktober 2012 erzielte er mit dem Führungstreffer beim 2:0-Sieg gegen Ascoli Calcio sein erstes und auch einziges Tor für Reggina. Im Januar stand ein Transfer zur Diskussion, angeblich hatten Brescia Calcio und mit Chievo Verona erstmals ein Klub der Serie A Interesse.
Insgesamt zeigte Sarno während seiner Zeit in Kalabrien überzeugende Leistungen, dennoch kam es nicht zu einer Vertragsverlängerung, so dass er seit dem Vertragsende (1. Juli 2013) vereinslos war. Anfang August wurde er mit dem ebenfalls in der Serie B spielenden Carpi FC in Verbindung gebracht, der ihm einen Zweijahresvertrag offerierte. Seit dem 9. September 2013 spielte er für den Drittligisten Virtus Entella, mit dem er zum Ende der Saison in die Serie B aufstieg. Er hatte jedoch keine Möglichkeit, sich erneut in der zweithöchsten Spielklasse zu beweisen, sondern unterzeichnete Anfang September 2014 einen Zweijahresvertrag mit Foggia Calcio aus der drittklassigen Lega Pro (später Serie C genannt). 
Bei diesem Team aus Apulien spielte er sich in die Stammformation, wurde zu einem der wichtigsten Leistungsträger und absolvierte über 100 Partien, in denen ihm über 30 Tore gelangen. Zusammen mit seinem Sturmpartner Pietro Iemmello bildete er den gefährlichsten Angriff der dritten Liga. Im Mai 2017 stieg er mit Foggia Calcio in die zweitklassige Serie B auf. Darüber hinaus gewann man gegen AS Cittadella die Coppa Italia Serie C 2015/16. Zu Beginn der Saison 2017/18 wurde Sarno allerdings nicht mehr im Kader berücksichtigt und vom Verein zum Verkauf angeboten. Er schlug jedoch mehrere Offerten von Vereinen aus der Serie C aus, da er sich in der Serie B durchsetzen und dort Spiele bestreiten möchte.
Mitte Januar 2018 unterschrieb Sarno einen bis Juni 2020 laufenden Vertrag mit dem Drittligisten Calcio Padova.

### Nationalmannschaft
Sarno spielte für die semiprofessionelle italienische Lega Pro-U-21-Nationalmannschaft, die sich aus Spielern der Lega Pro Prima Divisione und der Lega Pro Seconda Divisione zusammensetzt. Mit dem Team nahm er unter anderem an der International Challenge Trophy 2007–2009 teil. Am 14. November 2007 war er in diesem Rahmen im Gruppenspiel gegen Wales mit zwei Toren am 4:2-Sieg der Italiener im Vareser Stadio Franco Ossola beteiligt und wurde zum „Man of the Match“ gekürt.

## Erfolge
- Coppa Italia Serie C: 2015/16